# Fama School
Fama School fue una adaptación del formato original Fama, ¡a bailar!, producido por ZeppelinTV, la versión junior. El programa que se mantuvo en emisión durante cuatro semanas utilizó principalmente el escenario de las galas dominicales. 
A finales de febrero se anunció la intención de crear un nuevo formato, para bailarines menores de edad (entre 11 y 17 años) llamado "Fama School". El formato cambió (debido a que son menores) y dejó de existir el 24h. Otra novedad era el que podían participar tanto bailarines solos como en grupos.

## El formato en detalle
Al igual que en Fama, ¡a bailar!, los concursantes bailaban tan solo tres estilos: funky, lírico y street-dance. Para ello, el programa contaba con la colaboración de Rafa Méndez, Marbelys Zamora, Sergio Alcover y Vicky (ganadora de Fama ¡a bailar!). La conducción del espacio estaba también en manos de Paula Vázquez.

### La mecánica
Los concursantes competían en el programa en dos categorías: una individual y otra por grupos. Ambas marcaron la final de la competición, ya que fueron dos los ganadores del concurso, uno por cada modalidad.

#### Primera, segunda y tercera gala
El jurado, del que formaban parte Víctor Ullate Roche, Lola González, Marbelys Zamora, Rafa Méndez, Sergio Alcover y Vicky Gómez, tenía como principal función someter a los concursantes a retos y duelos entre ellos y, de esa forma, poder evaluar y analizar los progresos de cada uno. Además, decidía con sus evaluaciones a los ganadores de cada una de las galas del programa. Su decisión era fundamental en la selección de los ganadores, pero el público tenía siempre la última palabra. 
En cada uno de los programas competían seis concursantes individualmente y seis grupos. El jurado seleccionaba únicamente a dos por categoría y el resto de los concursantes eran eliminados.

#### La gala final
La mecánica de la Gala Final, a la que solo llegaron seis concursantes de la categoría individual y seis de la grupal, varió respecto a las anteriores. En esta gran final hubo dos ganadores, uno en cada categoría, que eran elegidos por los miembros del jurado, dejando a los telespectadores sin formar parte de la decisión en ninguna de las galas.

## Semana a semana
| Grupos                | Gala 1      | Gala 2      | Gala 3      | Gala 4      |
| --------------------- | ----------- | ----------- | ----------- | ----------- |
| Cash                  | no competía | no competía |             |             |
| Estudio Pitis         |             | no competía | no competía |             |
| Las Princess          | no competía |             | no competía |             |
| Mar                   | no competía | no competía |             |             |
| Pink Ladies           |             | no competía | no competía |             |
| Two Brothers          | no competía |             | no competía |             |
| Los Golfos            |             | no competía | no competía | no competía |
| Acrodacias funky      |             | no competía | no competía | no competía |
| Lírico desde Talavera |             | no competía | no competía | no competía |
| Rosa y Alba           |             | no competía | no competía | no competía |
| Bots                  | no competía |             | no competía | no competía |
| Five to One           | no competía |             | no competía | no competía |
| Lil Ladies            | no competía |             | no competía | no competía |
| La doble A            | no competía |             | no competía | no competía |
| Sirenas               | no competía | no competía |             | no competía |
| AC Dúo                | no competía | no competía |             | no competía |
| Girls & One           | no competía | no competía |             | no competía |
| Funky Feet            | no competía | no competía |             | no competía |

| Individual | Gala 1      | Gala 2      | Gala 3      | Gala 4      |
| ---------- | ----------- | ----------- | ----------- | ----------- |
| Alexis     | no competía | no competía |             |             |
| Paula      |             | no competía | no competía |             |
| Daniel     | no competía |             | no competía |             |
| Eneko      | no competía | no competía |             |             |
| Montse     |             | no competía | no competía |             |
| Carlos     | no competía |             | no competía |             |
| Rodrigo    |             | no competía | no competía | no competía |
| Marta      |             | no competía | no competía | no competía |
| Alain      |             | no competía | no competía | no competía |
| Javier     |             | no competía | no competía | no competía |
| Andrea     | no competía |             | no competía | no competía |
| Diana      | no competía |             | no competía | no competía |
| Pablo      | no competía |             | no competía | no competía |
| Iván       | no competía |             | no competía | no competía |

## Centros
Los concursantes fueron organizados por áreas geográficas en las que se instalaron los centros de ensayo. Los profesores les indicaban una coreografía que tenían que ensayar cada día en los centros de baile de sus respectivas ciudades para luego interpretarla en el programa semanal. 
Los lunes, los concursantes se desplazaban a Madrid donde ensayaban todo el día para demostrar en directo y por la noche lo que habían aprendido durante la semana. Solo el esfuerzo y la constancia de los jóvenes participantes y los consejos de los coreógrafos les llevaba a continuar o no en "Fama School".

## Cástines
Durante la fase de cástines, un equipo de "Fama School" recorrió las ciudades de Madrid, Barcelona, Bilbao, Alicante, Málaga y Las Palmas de Gran Canaria en busca de jóvenes aspirantes a bailarines. Cientos de candidatos buscaron una oportunidad en las pistas de baile y estaban dispuestos a demostrarlo ante las cámaras. 
Las pruebas a las que se sometieron los candidatos -supervisadas por Víctor Ullate Roche, Lola González, Marbelys Zamora, Rafa Méndez y Sergio Alcover- consistieron en una coreografía individual de elección libre y un baile improvisado. Los aspirantes podían presentarse a dos categorías: individual o grupal. 
Durante el proceso de selección, los ilusionados candidatos recibieron alguna que otra sorpresa, como la visita de algunos de los bailarines que han pasado por la Escuela de Baile de "Fama" a lo largo de los últimos meses. Un gran número de candidatos presentados eran adolescentes de entre 11 y 17 años con un nivel de preparación muy elevado. Muchos incluso demostraron tener una formación muy completa y un gran dominio de todas las disciplinas de baile.

## Audiencias de las galas
| Fecha      | Día   | Hora  | Gala   | Características programa | Espectadores | Share |
| ---------- | ----- | ----- | ------ | ------------------------ | ------------ | ----- |
| 05/05/2008 | Lunes | 22h15 | Gala 1 | Primera clasificación    | 1.186.000    | 8,0%  |
| 12/05/2008 | Lunes | 22h15 | Gala 2 | Segunda clasificación    | 1.145.000    | 7,7%  |
| 19/05/2008 | Lunes | 22h15 | Gala 3 | Tercera clasificación    | 889.000      | 6,1%  |
| 26/05/2008 | Lunes | 22h15 | Gala 4 | Gran final               | 1.012.000    | 6,6%  |

## Éxito en un primer momento
Tan solo 9 días después de abrir las líneas telefónicas para el casting de la edición infantil, la cadena y Zeppelin se vieron obligadas a dar por finalizada la convocatoria después de haber superado las 14.000 llamadas.
Sin embargo, las galas no consiguieron la audiencia esperada. La primera de ellas tuvo una audiencia considerablemente menor que las conseguidas por las del formato de adultos. La segunda gala interesó a menos público todavía, y la tercera fue superada en audiencia por el cine ofrecido en La 2.